# روب (فلم)
روب (بالإنجليزية: Rope) هو فيلم إثارة، وإثارة وجريمة ‏، وفيلم متعلّق بالمثليين ‏، وإثارة، وفيلم دراما أُصدر في 1948. الفيلم من إنتاج Transatlantic Pictures ‏، ووارنر برذرز، وتولّت وارنر برذرز، ونتفليكس، وFandangoNow ‏ توزيعه، وهو من إخراج ألفريد هتشكوك، أما السيناريو فكان من كتابة آرثر لوران ‏، وهوم كرونين، وبن هيكت، وباتريك هاميلتون.

## القصة
تقع أحداث الفيلم في نيويورك.

## طاقم التمثيل
- جيمس ستيوارت
  - سيدريك هاردويك
  - إديث إيفانسون
  - دوغلاس ديك
  - ألفريد هتشكوك
  - كونستانس كولير
  - فارلي جرانجر
  - جوان شاندلير
  - جون دول
  - ديك هوجان

## الإنتاج
يُعتبر الفيلم من أكثر تجارب هيتشكوك طموحًا وواحدة من أكثر التجارب إثارة للاهتمام التي قام بها مخرج كبير يعمل مع أسماء شهيرة في شباك التذاكر، حيث يتخلى عن العديد من تقنيات الأفلام التقليدية للسماح للمشاهد الطويلة والمستمرة. استمرت كل لقطة لمدة تصل إلى عشر دقائق (سعة فيلم الكاميرا) دون انقطاع. تم تصويره على مجموعة واحدة، إلى جانب لقطة البداية التي تُظهر مشهد الشارع تحت عناوين الفيلم. تم التخطيط لحركات الكاميرا بعناية ولم يكن هناك تقريبًا أي تعديل.
كانت جدران المجموعة على بكرات ويمكن تحريكها بصمت لإفساح المجال للكاميرا ثم إعادة وضعها عندما تعود إلى اللقطة. كان على رجال الدعائم تحريك الأثاث والدعائم الأخرى باستمرار بعيدًا عن طريق كاميرا التصوير بالألوان الكبيرة، ثم التأكد من وضعها في موقعها الصحيح. حافظ فريق من خبراء الصوت ومشغلي الكاميرات على الكاميرا والميكروفونات في حركة مستمرة، حيث يلتزم الممثلون بمجموعة من الإشارات المصممة بعناية.
هذه التقنية التصويرية، والتي تنقل انطباعًا عن العمل المستمر، تعمل أيضًا على إطالة مدة العمل في ذهن المشاهد. في مقال عام 2002 في مجلة العلوم الأمريكية، يجادل أنطونيو داماسيو بأن الإطار الزمني الذي يغطيه الفيلم، والذي يستمر 80 دقيقة ويُفترض أنه في "الوقت الحقيقي"، أطول بالفعل - أكثر من 100 دقيقة. ويؤكد أن هذا يتم تحقيقه من خلال تسريع الإجراء: العشاء الرسمي يستمر 20 دقيقة فقط، تغرب الشمس بسرعة كبيرة وهكذا.
وجد الممثل جيمس ستيوارت العملية برمتها مرهقة للغاية، حيث قال: "الشيء المهم حقًا الذي يتم التدرب عليه هنا هو الكاميرا، وليس الممثلين!" بعد ذلك بكثير، قال ستيوارت عن الفيلم: "كان الأمر يستحق المحاولة - لن يحاوله أحد سوى هيتشكوك. لكنه لم ينجح حقًا."
كانت بانوراما الخلفية أكبر دعم استخدم على الإطلاق على مسرح صوتي. وشملت نماذج لمباني إمباير ستيت وكرايسلر. تدخن العديد من المداخن، وتضيء الأضواء في المباني، وتضيء اللافتات النيونية وتتفتح الغروب ببطء مع تقدم الفيلم. خلال الفيلم، تتغير الغيوم - المصنوعة من الزجاج المغزول - في موقعها وشكلها ثماني مرات.

## الاستقبال

### الميزانية والإيرادات
بلغت ميزانيّة الفيلم 1,500,000 دولار أمريكي.

## وصلات خارجية
- روب على موقع IMDb (الإنجليزية)
- روب على موقع ميتاكريتيك (الإنجليزية)
- روب على موقع الموسوعة البريطانية (الإنجليزية)
- روب على موقع روتن توميتوز (الإنجليزية)
- روب على موقع نتفليكس (الإنجليزية)
- روب على موقع ألو سيني (الفرنسية)
- روب على موقع Turner Classic Movies (الإنجليزية)
- روب على موقع أول موفي (الإنجليزية)
- روب على موقع بوكس أوفيس موجو (الإنجليزية)
- روب على موقع فيلمافينيتي (الإسبانية)